# بروک پراتلی
بروک پراتلی (انگلیسی: Brooke Pratley; ۶ آوریل ۱۹۸۰ – ) قایقران روئینگ اهل استرالیا بود.
وی در مسابقات کشوری و بین‌المللی در مجموع برندهٔ ۱ مدال طلا، ۱ مدال نقره شده‌است.